# Église Saint-Vincent de Saint-Maxent
L'église Saint-Vincent de Saint-Maxent est une église paroissiale située dans le village de Saint-Maxent, dans le département de la Somme, au sud d'Abbeville.

## Historique
L'édifice a été construit aux XIe – XIIe siècles mais fut remanié au XVIe siècle. Le chœur a été reconstruit au XIXe siècle.
L'église de Saint-Maxent est protégée en tant que monument historique : inscription par arrêté du 15 octobre 2014,.

## Caractéristiques
L'édifice a été construit en pierre, silex et brique selon un plan basilical traditionnel avec nef, bas-côtés, transept et chœur terminé par une abside à trois pans.
L'église présente des vestiges des XIe – XIIe siècles mais, une grande partie de l'édifice a été construite en style gothique flamboyant : le bas-côté sud, la chapelle Saint-Nicolas, le porche latéral et le clocher-tour avec sa charpente en flèche recouverte d'ardoise.
Le chœur et la sacristie ont été reconstruits en style néo-gothique, en 1855-1856.

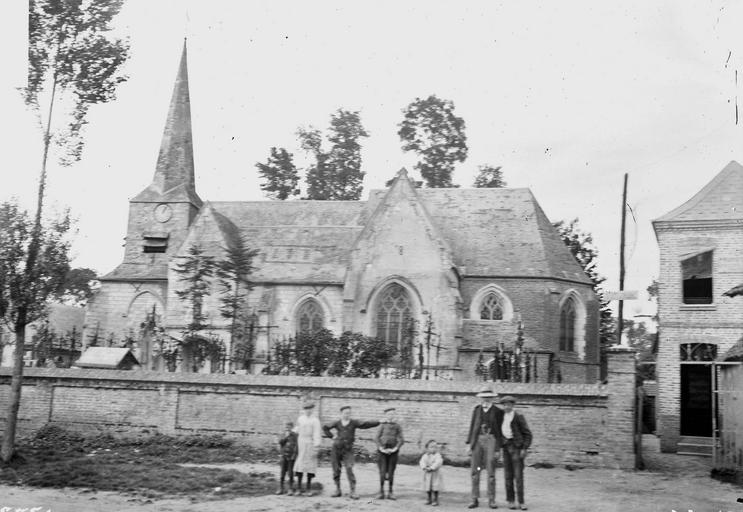
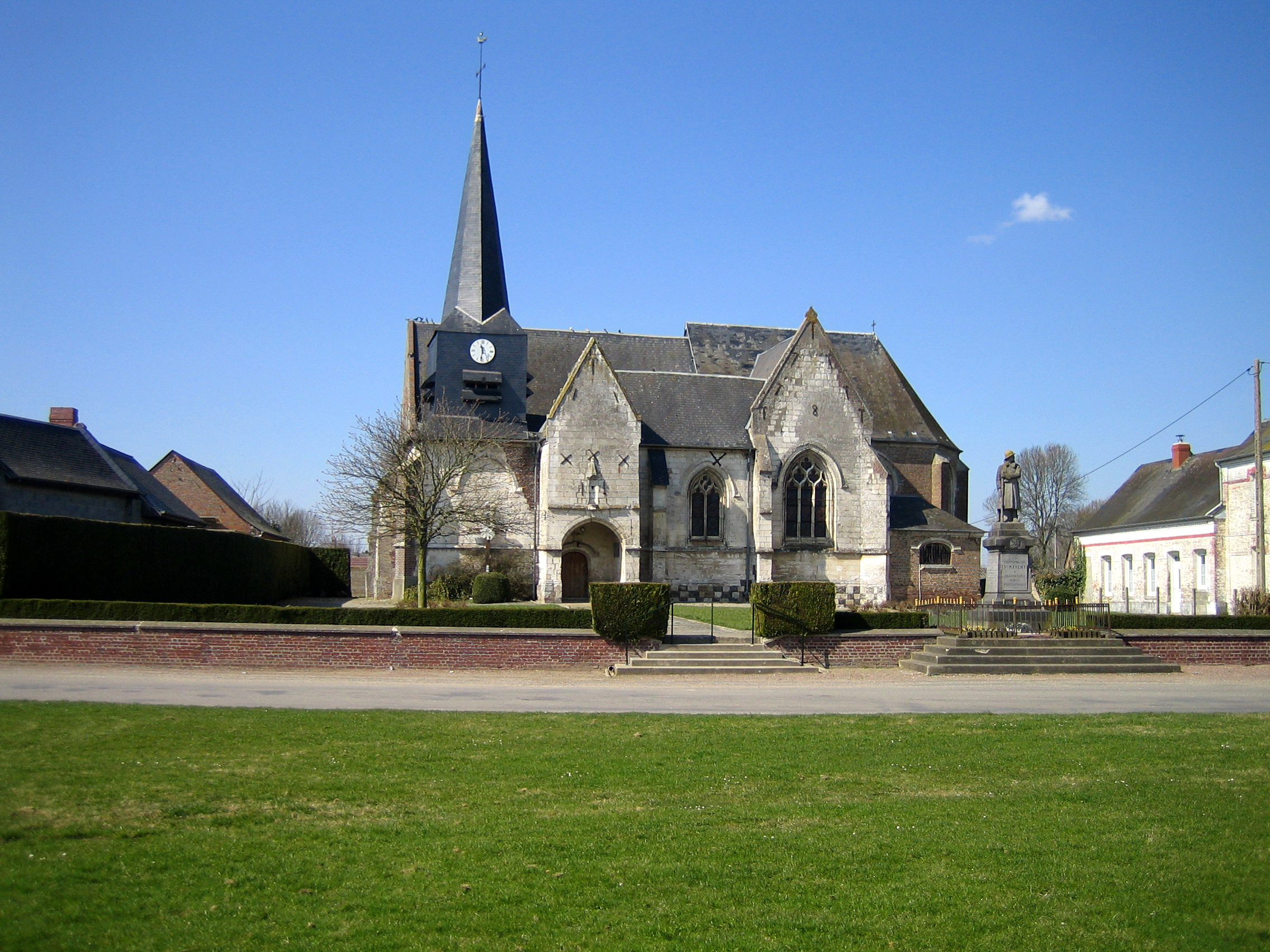
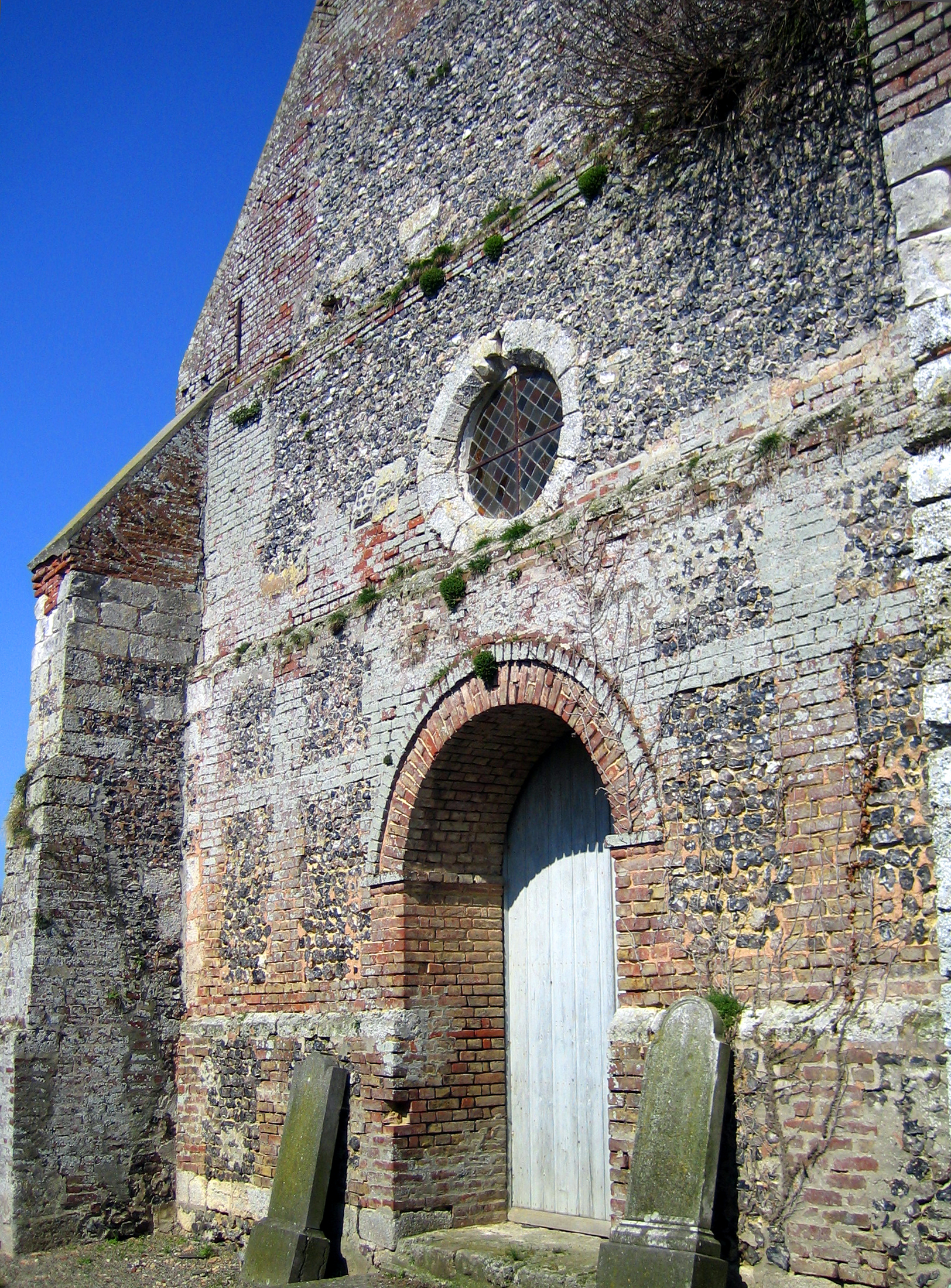